# Bucht von Çandarlı
Die Bucht von Çandarlı (türkisch: Çandarlı Körfezi) ist eine Bucht an der türkischen Ägäisküste zwischen Çandarlı und Foça, im Süden der Bucht liegt der Ölhafen Aliağa.
In der Antike wurde sie nach der äolischen Stadt Elaia der Golf von Elaia benannt. Außer Elaia lagen noch die Städte Pitane und Myrina an der Bucht, im Osten Gryneion und im Süden Kyme.
Der Fluss Bakırçay (in der Antike Kaïkos) mündet in die Bucht.